# Hanwell (Oxfordshire)
Pour les articles homonymes, voir Hanwell.
Hanwell est une paroisse civile et un village de l'Oxfordshire, en Angleterre.